# Clarkton (Missouri)
Clarkton – miasto w Stanach Zjednoczonych, w stanie Missouri, w hrabstwie Dunklin.